# Микуленас, Гражвидас
Гражвидас Микуленас (лит. Gražvydas Mikulėnas; род. 16 декабря 1973, Вильнюс) — литовский футболист, нападающий. Выступал за сборную Литвы.

## Биография
Родился 16 декабря 1973 года в Вильнюсе.
Взрослую карьеру начал в вильнюсском «Жальгирисе», дебютировал в его составе в чемпионате Литвы в весеннем сезоне 1991 года. За шесть лет сыграл за клуб 90 матчей в чемпионате и забил 31 гол, а также провёл 11 матчей и забил 2 гола в еврокубках. С «Жальгирисом» неоднократно становился чемпионом и призёром чемпионата страны, обладателем Кубка Литвы. В осенней части сезона 1996/97 забил 10 голов, что позволило ему по итогам сезона стать третьим бомбардиром чемпионата и лучшим снайпером своего клуба.
В начале 1997 года перешёл в польский клуб «Полония» (Варшава), где играл вместе с другими литовскими футболистами — Томасом Жвиргждаускасом, Донатасом Венцявичюсом, Робертасом Пошкусом. В сезоне 1997/98 стал вице-чемпионом Польши. В 1999 году выступал за клуб «Кроация»/«Динамо» (Загреб), стал чемпионом Хорватии сезона 1998/99 и играл за команду в Лиге чемпионов. В начале 2000 года вернулся в «Полонию» и с ней победил в чемпионате Польши сезона 1999/00.
С 2000 года выступал за польские клубы высшего дивизиона «ГКС» (Катовице) и «Висла» (Плоцк), а также за клуб высшего дивизиона Греции «Акратитос». Сезон 2004 года провёл в латвийском «Вентспилсе», с которым стал бронзовым призёром чемпионата и обладателем Кубка Латвии.
С начала 2005 года играл за клубы второго дивизиона Польши — «Радомяк» (Радом), «Завиша» (Быдгощ), «Рух» (Хожув). В сезоне 2005/06 забил за «Рух» 14 голов в 14 матчах за половину сезона, а всего за сезон забил за «Завишу» и «Рух» 18 голов и стал вторым бомбардиром второй лиги, отстав на 2 гола от Бартломея Гжеляка. В сезоне 2006/07 вместе с «Рухом» победил в турнире второй лиги и осенью 2007 года провёл 4 матча и забил один гол в высшем дивизионе. Затем снова выступал за клубы классом ниже — во втором дивизионе за «ГКС» (Катовице) и в третьем — за «Вигры» (Сувалки). В сезоне 2010/11 разделил звание лучшего бомбардира Кубка Польши, забив в турнире 4 гола.
Всего в высшем дивизионе Польши сыграл 118 матчей и забил 32 гола. Во всех высших дивизионах (Литва, Польша, Хорватия, Греция, Латвия) — 257 матчей и 70 голов.
В 2012 году объявлял о завершении карьеры и недолго работал в клубе «Вигры» помощником тренера. Однако затем вернулся в Литву и ещё несколько лет играл за любительские клубы низших дивизионов из Вильнюса, где забивал в среднем намного более одного гола за игру. В 2013 году за неполный сезон забил 44 гола в чемпионате Вильнюса (четвёртый дивизион Литвы) за «ТАИП». В 2016 году в одном из матчей за «Гарюнай» забил 10 голов. В конце карьеры также выступал в высшем дивизионе Литвы по мини-футболу, позднее участвовал в ветеранских соревнованиях.
Вызывался в молодёжную сборную Литвы, сыграл 2 матча в отборочном турнире молодёжного чемпионата Европы.
В национальной сборной Литвы дебютировал 24 сентября 1997 года в товарищеском матче против Польши. Единственный гол за сборную забил 29 июня 1998 года в ворота Андорры (4:0). В 1997—1999 годах регулярно выступал за сборную, сыграв за это время 11 матчей. После четырёхлетнего перерыва был приглашён в сборную и сыграл товарищеский матч 20 августа 2003 года против Болгарии, эта игра стала для него последней в футболке национальной команды.
По состоянию на 2021 год — технический директор клуба «Панерис» (Вильнюс).

## Достижения
- Чемпион Литвы: 1991, 1991/92
- Серебряный призёр чемпионата Литвы: 1992/93, 1993/94, 1994/95
- Бронзовый призёр чемпионата Литвы: 1995/96
- Обладатель Кубка Литвы: 1991, 1992/93, 1993/94
- Финалист Кубка Литвы: 1990, 1991/92, 1994/95
- Чемпион Польши: 1999/00
- Серебряный призёр чемпионата Польши: 1997/98
- Чемпион Хорватии: 1998/99
- Бронзовый призёр чемпионата Латвии: 2004
- Обладатель Кубка Латвии: 2004

## Личная жизнь
Сын Мейнардас (род. 2002) также футболист, выступал в высшей лиге Литвы за «Жальгирис».